# .sg
.sg là tên miền Quốc gia cấp cao nhất (ccTLD) của Singapore. Được quản lý bởi Trung tâm thông tin mạng Singapore. Đăng ký được thực hiện thông qua nhà đăng ký ủy quyền.

## Các tên miền cấp 2
- .com.sg - cơ quan thương mại
- .net.sg - Nhà cung cấp mạng và điều hành info-com
- .org.sg - Tổ chức phi lợi nhuận
- .gov.sg - Tổ chức chính phủ
- .edusg - Tổ chức giáo dục
- .per.sg - Tên miền cá nhân
- .idn.sg - Tên miền cho người Trung Quốc và người Tamil (thử thách từ ngày 4 tháng 7 năm 2005 đến 3 tháng 1 năm 2006)